# Thalassa Sea & Spa
Thalassa Sea & Spa est la marque thalassothérapeutique du groupe Accor. Thalassa Sea & Spa compte 13 centres de soins, 9 en France et 4 à l'étranger (2019), dont le centre de Quiberon, le plus grand espace consacré à la thalassothérapie en France (5 000 m2).

## Histoire

### 1984: Accor Thalassa
En 1961, le cycliste de haut niveau Louison Bobet se blesse dans un accident de voiture. Abandonnant sa carrière des suites de sa blessure, il ouvre en mai 1964 le centre de thalassothérapie sur la pointe de Goulvars à Quiberon. Le site est inauguré par Raymond Marcellin, ministre de la Santé, et Maurice Herzog, secrétaire d'État aux sports. En 1984, Accor rachète le centre de thalassothérapie de Quiberon, qui devient la première enseigne de la marque et son porte-drapeau.
En 1991, un centre de soins Thalassa ouvre sur l'île d’Oléron. Fin 1996, Thalassa ouvre un nouveau centre à Port-Camargue dans le Gard. En 1997, Thalassa signe un partenariat avec Aldemar Hotels pour gérer un centre de thalassothérapie sur l'île de Crète. En 1998, l'Institut Louison-Bobet de Biarritz est repris par Accor et devient le Thalassa Biarritz. En 1999, Thalassa compte 10 centres de soins. 
En 2001, Accor ouvre son premier Thalassa à l'étranger, à Vilalara au Portugal, puis un autre à Essaouira au Maroc. Accor annonce également deux nouveaux centres en Sardaigne et en Israël. En 2003, Thalassa enregistre un chiffre d'affaires de 200 millions d'euros et opère une diversification en renforçant les offres de spa. En 2005, un établissement « Le Spa by Accor Thalassa » est annoncé au sein du Sofitel Los Angeles. À la fin des années 2000, Thalassa compte 20 centres de soins.

### 2010: Thalassa Sea & Spa
En 2010, Accor renomme sa marque Thalassa en Thalassa Sea & Spa. L'enseigne compte 11 établissements et annonce des rénovations importantes, dont un budget de 25 millions d'euros pour remettre à neuf le site de Quiberon.
En 2011, Thalassa Sea & Spa lance la marque de soins Aquascience élaborée avec le laboratoire Science et Mer. Un nouveau centre de soins Thalassa Sea & Spa ouvre à Essaouira au sein d’un MGallery.
En 2012, Thalassa Sea & Spa ouvre au Sofitel de Zallak à Bahreïn. En 2014, Thalassa Sea & Spa compte 14 centres de soins, 2 000 collaborateurs, et enregistre un chiffre d'affaires de 70 millions d'euros. La clientèle affaires représente alors 25% du chiffre d’affaires de la marque. Accor lance la distribution de la boisson à base de spiruline Springwave dans les établissements Thalassa Sea & Spa. En février 2015, un nouveau Thalassa Sea & Spa directement relié à un hôtel MGallery 5 étoiles ouvre à Trouville-sur-Mer dans un ancien bâtiment de cures marines. La rénovation du bâtiment est l'œuvre de l'architecte Jean-Philippe Nuel (palais de justice de Nantes, hôtel-Dieu de Marseille, piscine Molitor).

## Description
Thalassa Sea & Spa est une marque de centres de soins de thalassothérapie appartenant au groupe Accor. Thalassa Sea & Spa compte 13 centres de soins, 9 en France et 4 à l'étranger (2019).
Les centres de soins Thalassa Sea & Spa sont adossés à des hôtels du groupe Accor (Sofitel, Pullman, MGallery, Novotel, Mercure, ibis). Le site de Quiberon est le plus grand espace consacré à la thalassothérapie en France (5 000 m²).

## Établissements
| Pays    | Centre de soins                       | Hôtels associés |
| ------- | ------------------------------------- | --------------- |
| France  | Île d'Oléron                          | Novotel         |
| France  | Quiberon Thalassa Quiberon Diététique | Sofitel, ibis   |
| France  | Biarritz Le Miramar                   | Sofitel         |
| France  | Dinard                                | Novotel         |
| France  | Trouville Cures Marines               | MGallery        |
| France  | Le Touquet                            | Novotel, ibis   |
| France  | Fréjus                                | Mercure         |
| France  | Golfe d'Ajaccio                       | Novotel         |
| France  | Hyères                                | ibis            |
| Italie  | Timi Ama Sardegna                     | Pullman         |
| Maroc   | Agadir                                | Sofitel         |
| Maroc   | Essaouira                             | MGallery        |
| Bahreïn | Zallaq                                | Sofitel         |